# Карта Гомберга

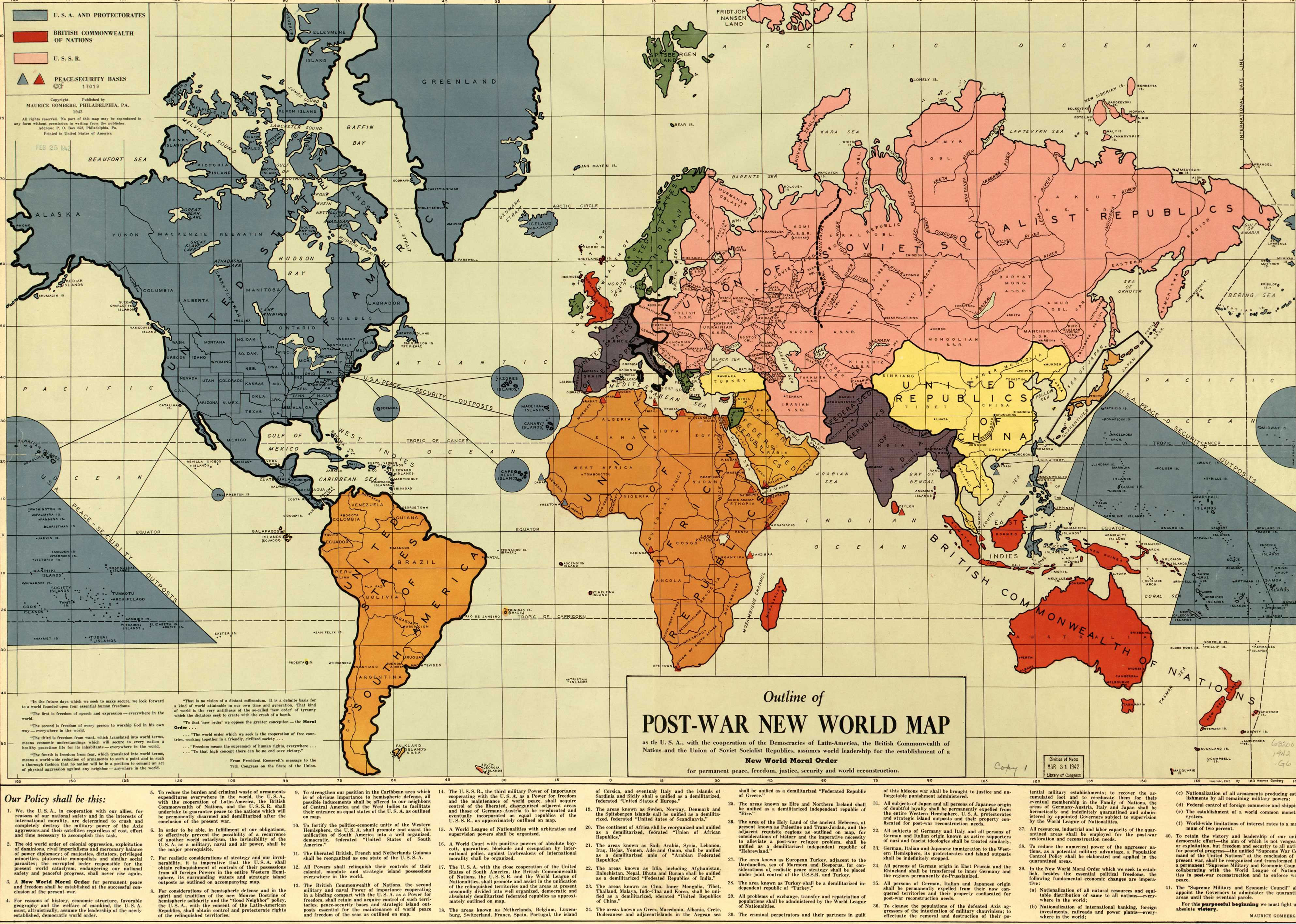
Карта Гомберга

Карта Гомберга — кольорова стінна карта, що показує, як повідомляє напис на ньому, «План післявоєнної карти Нового Світу.» (Outline Post-War New World Map) Карта була випущена в 1942 році у Філадельфії, а в його верхньому лівому куті штамп зі словами «Завершена жовтня 1941 р.»(Completed October 1941).. 
Видавець карти стверджував, що права на карту належать Морісу Гомбергу, про якого відомо, що він був «іммігрант зі східної Європи». Це політична карта майбутнього світу. Автори карти - невідома група людей - спробували створити враження, що вони виступають від імені уряду США і помістили на карті напис: «Ми, Сполучені штати, у співпраці з демократіями Латинської Америки, Британської Співдружності і СРСР, беремо на себе глобальне лідерство для встановлення Нового світового морального порядку заради постійного миру, свободи, справедливості, безпеки і реконструкції світового устрою». У нижній частині карти дана програма з 41 пункту, яка починається зі слів "це буде наша політика "(Our Policy shall be this). Карта добре показує, що заплановано лише 16 післявоєнних держав. Ініціатори "нового морального порядку в світі" складали свої плани ще до того, як Сполучені Штати вступили у війну..
Вони добре розуміли, що створення єдиного центру сили для всього світу був в сорокових роках передчасною мрією, і тому вони розбили світ на великі наднаціональні групи. Відповідно до одного з пунктів своєї програми, метою цих змін повинна була бути «свобода і безпека всіх народів». Як це відбувалося на практиці з цією «свободою і безпекою» наприклад, в радянському блоці, добре відомо Таким чином, карта «New World Moral Order» ділить земну кулю на кілька таких наднаціональних регіонів: панамериканський, панрадянський, панбританський, загальноєвропейський (ЄС) і панафриканський. Гаранти (або "жандарми") в цьому новому світі повинні бути, перш за все, США, Британська Співдружність та СРСР, а інші області земної кулі слід було демілітаризувати і, щоб підтримувати цей "новий порядок" було заплановано існування кілька так званих  "баз миру" (Peace Security Bases”) - вони позначені на карті червоними  і сині трикутники, насправді це просто військові бази. Що стосується Центральної та Східної Європи, то її  повністю віддали Радянському Союзу. Це майже всі країни до кордону Франції та Італії: Польща, Угорщина, Чехія, Словаччина, Австрія, Югославія, Румунія, Болгарія, Німеччина (карантинна зона) і т. д.  Виключення - лише Греція та Албанія..
Вже тоді  планувалося створення Ізраїлю під назвою – Hebrewland (територія сучасних  Ізраїлю та Палестини та частини Сирії, Йорданії та Саудівської Аравії) і Європейського Союзу (Сполучені Штати Європи). Тобто якщо розглядати Європу, то її реальна ситуація після Другої світової війни не сильно відрізняється від проекту Карти Гомберга. США]] також були щедро нагороджені: вся Канада, Мексика і  Центральна Америка. Хоча розширення США на Канаду, Мексику і Центральну Америку, як це показано в "Карті Гомберга" не відбулося, проте після війни була сформована Організація американських держав (ОАД), що включає Центральну і Південну Америку. ОАД була заснована в 1948 році для виконання переважно комерційних функцій. Метою діяльності ОАД було проголошено, зокрема, мир і процвітання країн Західної півкулі. Власне під теперішньою назвою Організація американських держав була створена на основі Панамериканського союзу навесні 1948 року. До складу ОАД входять 35 держав..
Автори карти дуже точно передбачили майбутній світ на півстоліття вперед. Лише кілька помилок було допущено - включення до складу радянського блоку Ірану і Фінляндії як "Іранської РСР" і "Фінської РСР." Монголія та Маньчжурія (з 1945 р. в складі Китаю) теж включені до СРСР. Автори карти вказали на «колективну відповідальність за розв'язання Другої світової війни» по відношенню до всіх осіб японського, німецького та італійського походження..